# Okręty podwodne typu 201
Okręty podwodne typu 201 – pierwszy powojenny typ niemieckich okrętów podwodnych. Zaprojektowane przez biuro konstrukcyjne IKL okręty, w znacznym stopniu czerpały z konstrukcji produkowanych pod koniec wojny przybrzeżnych jednostek typu XXIII. W związku z założeniem, że ich podstawowym teatrem działań będą płytkie wody Bałtyku, kadłub oraz wyposażenie jednostek wymagało zastosowania stali o minimalnej sygnaturze magnetycznej. Wybrana jednak do ich produkcji stal niemagnetyczna okazała się bardzo nieodporna na korozję, stąd też jednostki te zostały wycofane ze służby i pocięte na złom w roku 1971.